# 豌豆公主

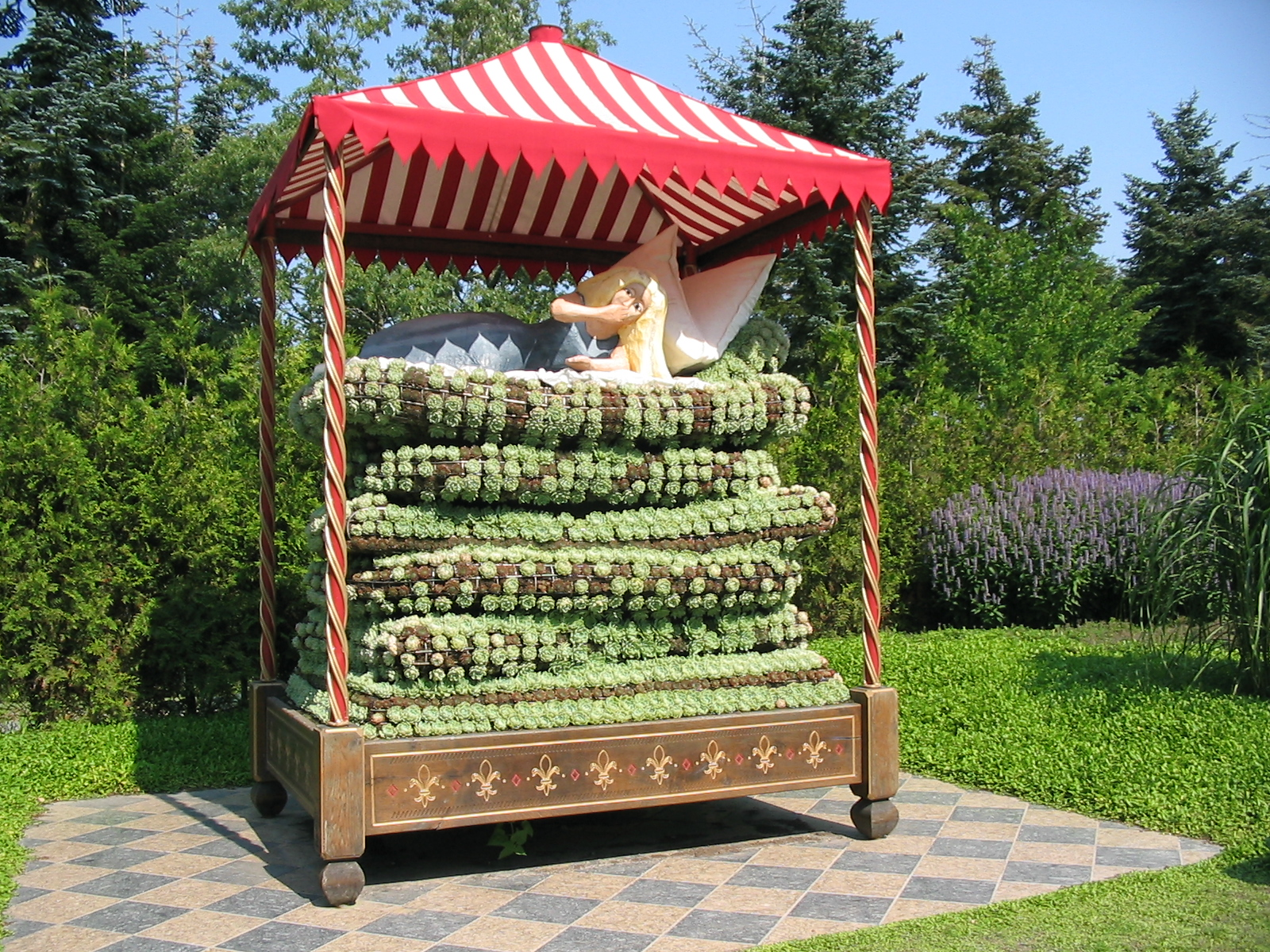
豌豆公主

《豌豆公主》（丹麦语：Prinsessen paa Ærten），又译《豌豆上的公主》、《公主與豌豆》，是由安徒生所著之丹麥童話，於1835年發行，是安徒生的第一部童話《講給孩子們聽的故事集》中的小故事，十分著名。

## 故事大綱
很久很久以前，有一位住在富裕王國中的王子。當他成年時，他的母后認為是時候給他討個老婆了。但這個王子不想隨意找個女孩結婚，他希望可以找到一位真正的公主來當他未來妻子。所以他遊遍世界各地，尋訪各個王國，並和所有公主會面，但他還是找不到自己滿意的對象，因此十分傷心。
後來，在一個風雨交加的夜晚，一個全身濕透的年輕女孩來到城堡前尋求遮風避雨的地方。她自稱是真正的公主，但沒人相信她的話。不過她還是被招待，住了下來。皇后打算試試這個年輕女孩的誠信度，於是前往臥室，把所有床墊和床單都從床架上拿起來，並在底部放了一顆小豌豆。然後她再在這顆小豌豆上放上二十張床墊以及二十張羽絨被。女孩就在這張床上睡了一夜。隔天早上，女孩醒來之後，皇后便問她昨晚睡得如何。
「嗯！很不好！」她說：「我整晚幾乎沒有闔眼。天曉得床下到底放了什麼，我覺得自己躺在一個硬硬的東西上面，我現在全身腰痠背痛。真是太糟了！」
皇后於是立刻安排一場婚禮──因為，只有真正的公主才能擁有如此細緻的皮膚，有辦法感受到四十層床單下藏著一顆小豌豆。
最後，王子與公主過著幸福快樂的日子。

## 故事來源
安徒生聲稱他在孩提時代聽過這個童話，但這個童話從來不是傳統的丹麥童話。他聽過的很可能是瑞典的版本《七颗豌豆上的公主》（Princessa' som lå' på sju ärter）。故事內容是一個孤兒女孩靠一位好心的幫助者（貓或狗）得知床墊下放了一顆豌豆，從而證明了自己的身份。

### 引用
1. ↑  de Mylius 2009
2. ↑  Opie 1974，第216頁

### 书目
- Andersen, Hans Christian. . New York: Cooper Square Press. 2000 [1871]. ISBN 0-8154-1105-7.
- Opie, Iona; Opie, Peter. . Oxford and New York: Oxford University Press. 1974. ISBN 0-19-211559-6.
- Tatar, Maria. . New York and London: W.W. Norton & Company. 2008. ISBN 978-0-393-06081-2.